# 帕帕訥施瓦茨山
46°46′28.3″N 9°35′47.4″E / 46.774528°N 9.596500°E

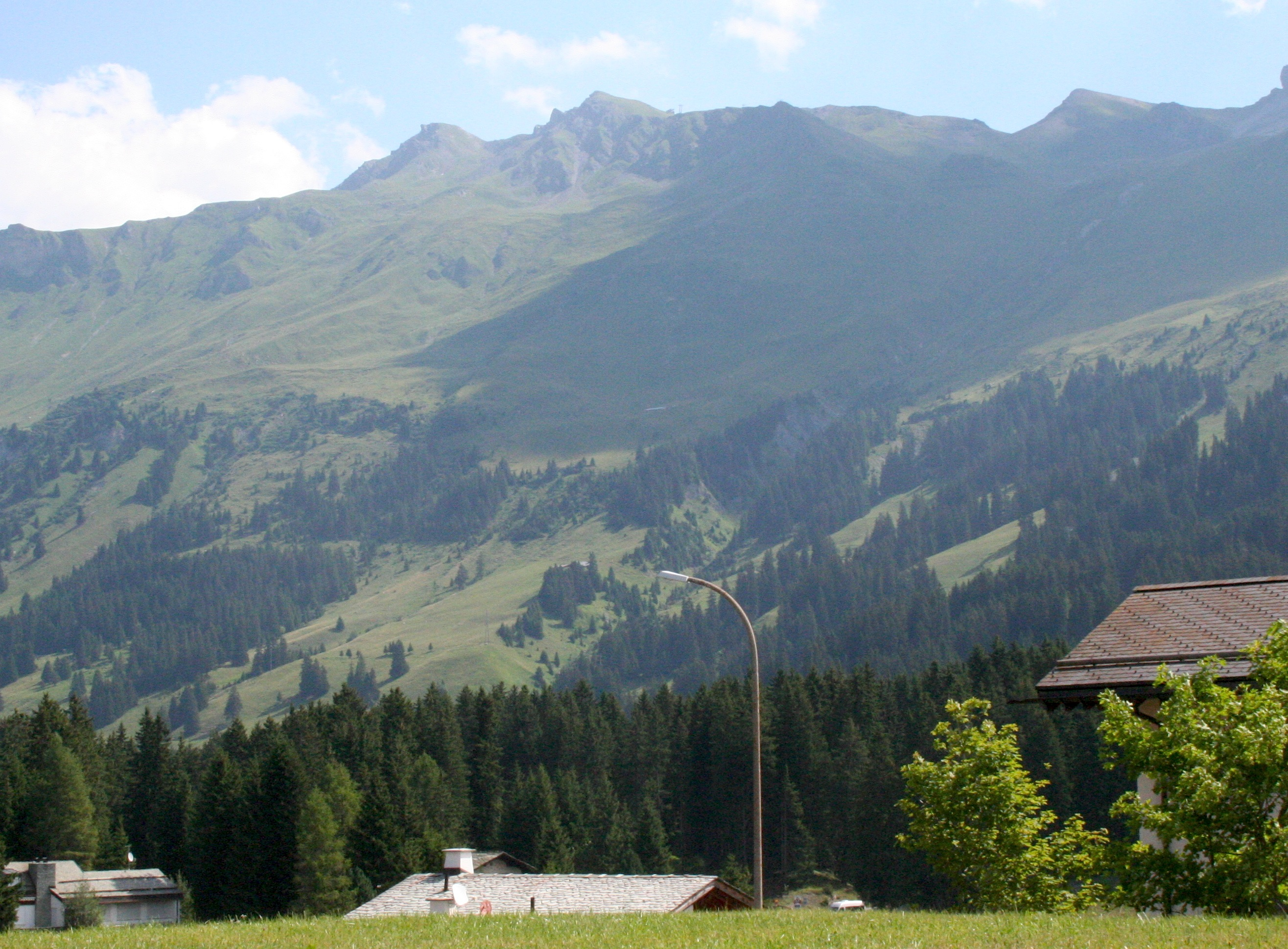

帕帕訥施瓦茨山（Parpaner Schwarzhorn），是瑞士的山峰，位於該國東南部，由格勞賓登州負責管轄，屬於普萊蘇爾阿爾卑斯山脈的一部分，距離帕帕訥魏斯山1.5公里，海拔高度2,683米，每年平均降雨量1,729毫米。